# Cornish (Nova Hampshire)
Cornish é uma cidade do Condado de Sullivan, New Hampshire, Estados Unidos da América. A população era de 1.661 no censo de 2000. Cornish possui três pontes cobertas. A cada mês de agosto, a cidade abriga a Cornish Fair ("Feira de Cornish").